# Suehiro Maruo
Suehiro Maruo (jap. 丸尾 末広 Maruo Suehiro; * 28. Januar 1956 in Nagasaki) ist ein japanischer Mangaka, Illustrator und Maler.

## Werdegang
Maruo absolvierte die Mittelschule im März 1972, brach aber danach die Oberschule ab. Im Alter von 15 Jahren zog er nach Tokio und arbeitete dort als Buchbinder, hielt sich aber auch mit Ladendiebstählen über Wasser. Mit 17 sandte er als Autodidakt seinen ersten Manga an das Manga-Magazin Shōnen Jump, aber dessen Redaktion hielt das Material für zu düster und extrem für das kommerzielle, wöchentliche Format des Magazins und lehnte die Veröffentlichung ab. Daraufhin pausierte Maruo das Zeichnen von Manga bis zum November 1980, als er sein Debüt als Mangaka mit Ribon no Kishi (リボンの騎士) im Alter von 24 Jahren gab. Zwei Jahre später konnte er dann seine erste, eigenständige Arbeit veröffentlichen: Barairo no Kaibutsu (薔薇色ノ怪物). Später erschienen viele seiner Geschichten in dem alternativen Magazin Garo, bevor diese dann als Sammelbände herausgebracht wurden.
Obwohl Maruo mittlerweile hauptsächlich als Mangaka bekannt ist, hat er unter anderem auch Illustrationen für Konzertposter, CD-Hüllen, Magazine, Romane, Lithographien und andere Medien angefertigt. Von manchen seiner Charaktere wurden auch Action-Figuren hergestellt.

## Stil und Sujets
Viele Zeichnungen Maruos zeigen extreme Darstellungen von Sex und Gewalt, weshalb man in Bezug auf sie manchmal von Muzan-e spricht, einer bestimmten Form japanischer Farbholzschnitte der Meiji-Zeit, die hauptsächlich Gewalt- und andere Schreckenstaten als Sujet haben. Maruo selbst arbeitete 1988 zusammen mit Kazuichi Hanawa an der Erstellung eines Buches über dieses Thema mit dem Titel „Wettstreit grausamer Bilder der Edo- und Showa-Zeit: 28 berühmte Morde mit Gedichten“ (江戸昭和競作無惨絵 英名二十八衆句, Edo Shōwa kyōsaku muzan-e eimei nijūhasshūku), in dem neben seinen eigenen Arbeiten auch Farbholzschnitte von Yoshitoshi und Yoshiiku abgebildet waren.
Maruos albtraumhafte Comics fallen in die japanische Manga-Kategorie des sogenannten Ero-guro (エログロ, Erotische Groteske). Die Geschichten spielen oft in den ersten Jahren der Shōwa-Zeit, aber auch die japanische Nachkriegsära wird thematisiert. Die handlungstragenden Charaktere sind oft menschliche Monster, Missgeburten, Freaks und andere absonderliche Gestalten, deren bizarre Eigenschaften aber manchmal kaum oder gar nicht auf den ersten Blick sichtbar sind, der ziselierte Zeichenstil Maruos und seine Einarbeitung von Ornamenten und anderen Symbolen des Schönen aus der klassischen Schule des Shōjo lenken auch oft genug von der eigentlichen inhaltlichen Grenzüberschreitung ab (die zum Beispiel aus Axtmorden, Abtreibungen, Vergewaltigungen und Inzest besteht) oder verstärken deren Eindruck noch, sobald man sich dieser widersprüchlichen Ästhetik bewusst wird.

„Maruos unbehaglich erotisierte Ästhetik ruft die verdrängte Vergangenheit des neuen Japan ins Gedächtnis: die untoten Dämonen der unabgegoltenen Schuld.“

## Die John-Zorn-Kontroverse
Der avantgardistische Musiker John Zorn verwendete 1989 und 1990 Illustrationen von Maruo für die Alben Torture Garden und Leng Tch'e seiner Band Naked City. Diese Bilder riefen eine immense Kontroverse beim westlichen Publikum hervor (die allgemein die gewalttätige und vermeintlich rassistische Darstellung asiatischer Folterungen zum Thema hatte) und wurden schließlich zumindest auf dem Cover ersetzt als die Alben 1996 zusammen als Black Box wiederveröffentlicht wurden. Die anstößige Kunst wurde aber nur schlicht in das Booklet verbannt. John Zorn arbeitete danach auch weiterhin mit Maruo zusammen.

## Auszeichnungen
- Osamu-Tezuka-Kulturpreis 2009 für Panorama Tōkitan (パノラマ島綺譚)

## Deutsche Veröffentlichungen
- Der lachende Vampir (mit einem Nachwort von Jaqueline Berndt). Reprodukt, Berlin 2003. ISBN 3-931377-87-3.
- Midori – Das Kamelienmädchen, Reprodukt, Berlin 2022